# Колледж Робинсона (Кембридж)
Колледж Робинсона (англ. Robinson College) — самый молодой из колледжей Кембриджского университета. Уникален тем, что с самого момента создания был предназначен как для студентов, так и для аспирантов обоих полов.

## История
Был основан после того как британский филантроп Дэвид Робинсон (англ. David Robinson) предложил университету 17 миллионов фунтов стерлингов на создание нового колледжа в Кембридже (позже после официального открытия Робинсон выделил ещё 1 миллион £). Первые аспиранты и стипендиаты поступили в колледж в 1977 году, на следующий год были впервые приняты бакалавры. В мае 1981 года колледж Робинсона был официально открыт королевой Елизаветой II. 
Колледж является одним из основных конференц-центров Кембриджского университета. Как правило, мероприятия проходят во время летних каникул, когда студенты отсутствуют. Помимо этого Робинсон имеет специальный конференц-центр в 32 километрах к западу от Кембриджа, в Уайбостоне (англ. Wyboston) на границе с Бедфордширом. Там проводятся как случайные, так и регулярные мероприятия.
В 1985 году на базе колледжа был открыт Исследовательский институт им. Нидэма (англ. Needham Research Institute), занимающийся исследованиями науки, технологии и медицины Восточной Азии.

## Ректоры
- Джек Льюис (англ. Jack Lewis), с 1977 по 2001 годы.
- Дэвид Йейтс (англ. David Yates), с 2001 года по настоящее время.

## Известные стипендиаты и почётные члены
- Майлс Бернит (р. 1939), почётный член.
- Януш Кохановский (1940—2010).

## Известные выпускники
- Чарльз Харт (р. 1961), поэт-песенник и музыкант.
- Марк Куинн (р. 1964), художник и скульптор.
- Марк Галеотти (р. 1965),  политолог.
- Грэг Хэндс (р. 1965), политик, главный секретарь Казначейства[англ.] во втором кабинете Дэвида Кэмерона (2015—2016).
- Ник Клегг (р. 1967), политик, лорд-председатель Тайного совета Великобритании.
- Конни Хак (р. 1975), журналистка, телеведущая, актриса и писательница.
- Джо Ансбро (р. 1985), шотландский профессиональный регбист.

Колледж Робинсона
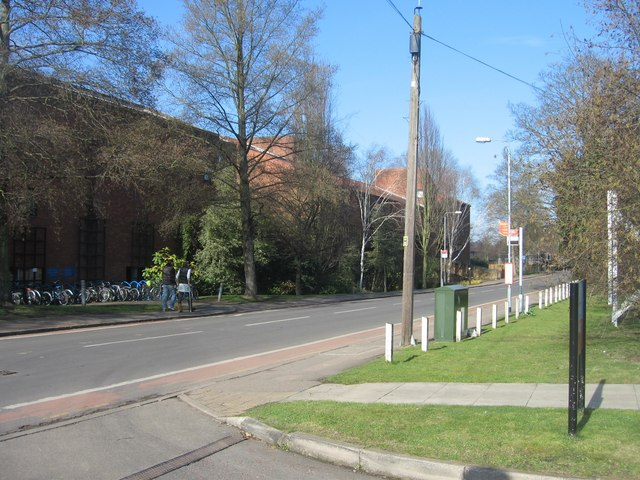
Грейндж-Роуд
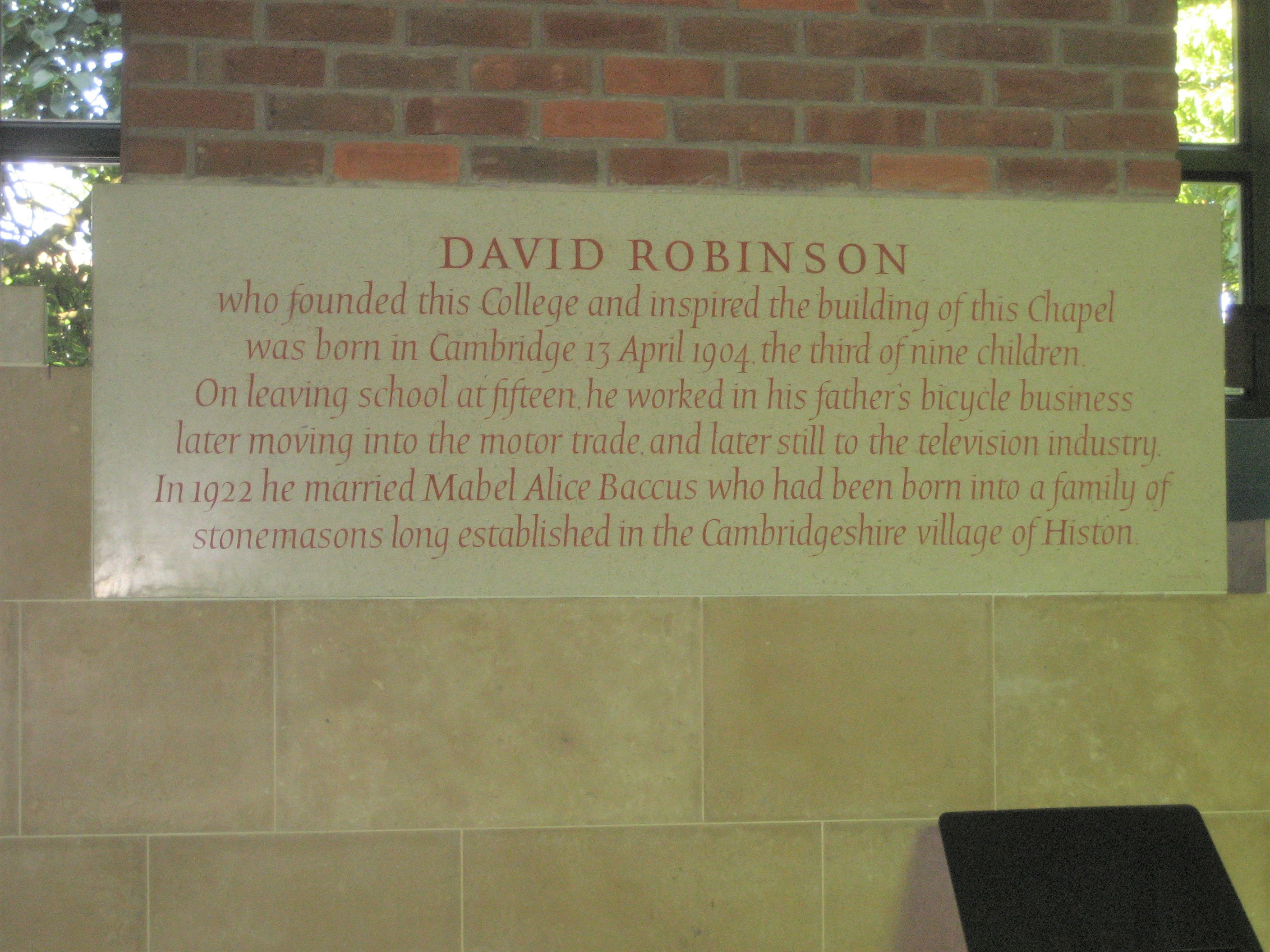
Мемориальная доска
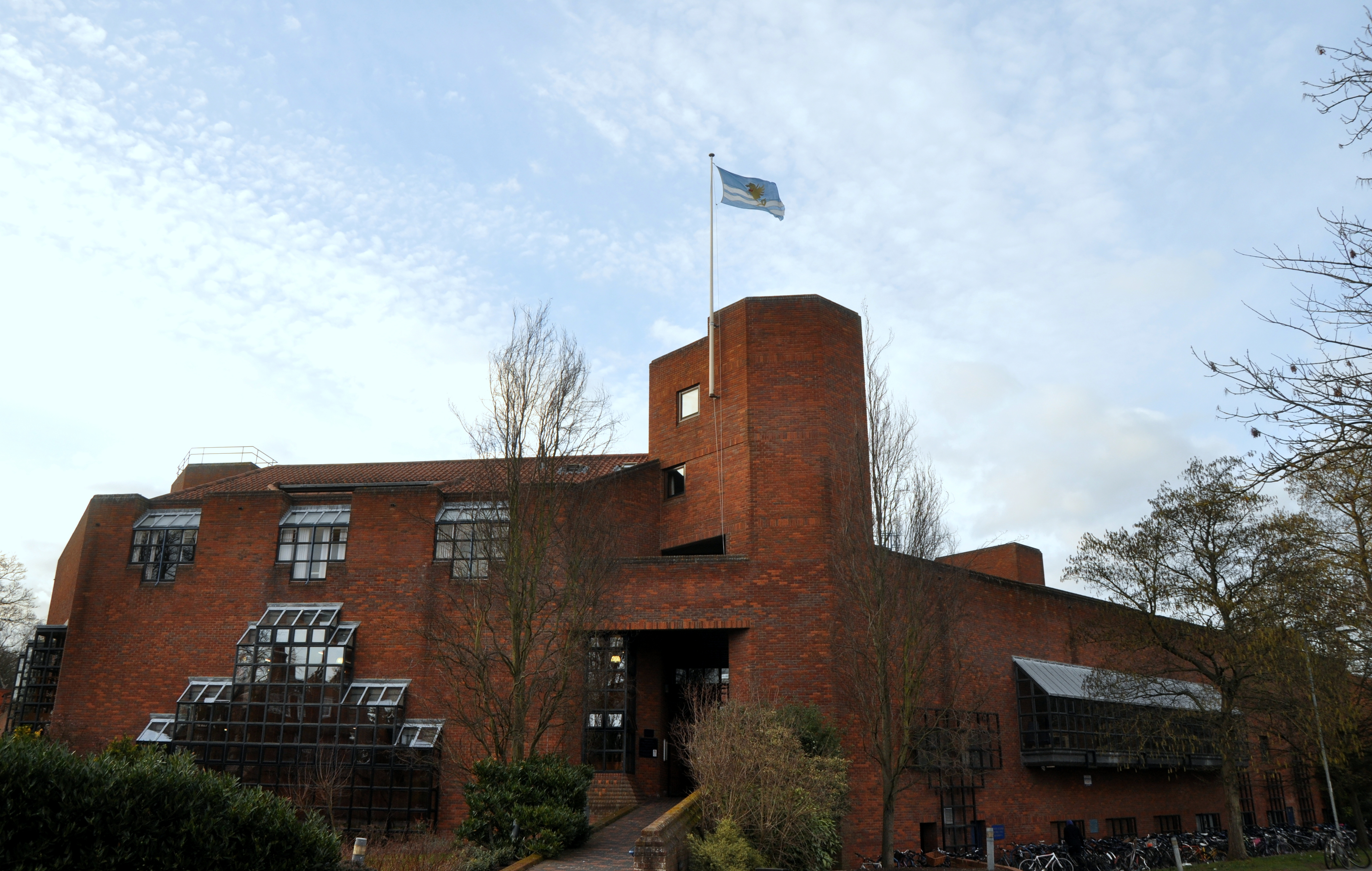
Фасад